# Elicito
Elicito è un aggettivo qualificativo che significa "spontaneo".
Si tratta di un aggettivo deverbale derivante da "elicere" (dal latino elicĕre, verbo difettivo), che significa "far uscire", "spremere". L'attributo indica perciò la nascita spontanea e quasi incontrollabile di una volontà, di un desiderio, o una spinta priva di specifico raziocinio. Un atto elicito ha la peculiarità di nascere irriflesso: si prendano come esempio i sentimenti di amore o odio, che sono cosa ben diversa dal gesto del deambulare, consistente invece in un atto “d'imperio”.
Il lemma viene spesso usato nella dottrina religiosa cristiana (teologia scolastica, o scolasticismo) per lo studio della volontà, la cui partecipazione distingue l'l'atto peccaminoso dagli errori.